# Akademie der Künste Berlin Sektion Baukunst
Die Akademie der Künste Berlin Sektion Baukunst besteht, angeregt von ihrem ersten Präsidenten, dem Architekten Hans Scharoun, seit 1954, ab der Wiedergründung bis 1993 in der Akademie der Künste (West), seitdem in der vereinigten Akademie der Künste.
Seit 2006 werden die sechs Abteilungen als „Sektionen“ bezeichnet, in der Reihenfolge ihrer historischen Gründung: Bildende Kunst, Baukunst, Musik, Literatur, Darstellende Kunst und Film- und Medienkunst.

## Direktoren
- seit 2024: HG Merz
- 2021–2024: Fritz Frenkler
- 2018–2021: Matthias Sauerbruch
- 2012–2018: Michael Bräuer
- 2006–2012: Donata Valentien
- 1997–2006: Günter Nagel
- 1989–1997: Friedrich Spengelin
- 1986–1989: Werner Wirsing
- 1976–1986: Walter Rossow
- 1971–1976: Hermann Fehling
- 1967–1971: Werner Düttmann
- 1956–1967: Max Taut

## Kunstpreis
Die Kunstpreise werden von der Akademie der Künste im Auftrag des Senats von Berlin in zwei Formaten verliehen. Der Hauptpreis wird jährlich wechselnd von einer der sechs Sektionen der Akademie verliehen, in der Reihenfolge Bildende Kunst, Baukunst, Musik, Literatur, Darstellende Kunst sowie Film- und Medienkunst; der Kunstpreis wird jährlich vergeben. Bis 1969 wurde der Preis durch den Berliner Senat und seit 1971 von der Akademie der Künste verliehen. Der Hauptpreis hieß zwischen 1948 und 1969: Berliner Kunstpreis, zwischen 1971 und 2010: Kunstpreis Berlin und heißt seit 2011: Großer Kunstpreis Berlin. Der geringer dotierte Preis hieß zwischen 1956 und 1969: Preis der Jungen Generation, zwischen 1971 und 2010: Förderungspreis und heißt seit 2011: Kunstpreis Berlin. Zurzeit ist der Große Kunstpreis mit 15.000 € und der Kunstpreis mit 5000 € dotiert.

### Hauptpreis
Berliner Kunstpreis
- 1955: Max Taut, Hans Scharoun
- 1956: Hugo Häring
- 1957: Ludwig Hilberseimer
- 1958: Wassili Luckhardt
- 1960: Paul Baumgarten
- 1961: Ludwig Mies van der Rohe
- 1962: Egon Eiermann
- 1963: Sergius Ruegenberg
- 1964: Werner Düttmann
- 1965: Hermann Fehling
- 1966: Walter Rossow
- 1967: Frei Otto
- 1968: Erwin Gutkind
- 1969: Ludwig Leo

Kunstpreis Berlin
- 1971: Fred Forbat
- 1974: Gottfried Böhm
- 1977: Julius Posener
- 1983: Rolf Gutbrod
- 1989: Norman Foster
- 1995: Renzo Piano
- 2001: Hermann Czech
- 2007: SANAA (Kazuyo Sejima, Ryūe Nishizawa)

Großer Kunstpreis Berlin
- 2013: Florian Beigel
- 2019: Renée Gailhoustet
- 2025: Gilles Clément

### Preis
Preis der Jungen Generation
- 1956: Heinrich Moldenschardt
- 1957: Georg Heinrichs
- 1958: Hans Müller
- 1960: Siegfried Wolske
- 1961: Günter Hönow
- 1962: Hans Bandel
- 1963: Bodo Fleischer
- 1964: Herbert Stranz
- 1965: Hermann Kreidt
- 1966: Rave + Rave (Jan und Rolf Rave)
- 1967: Josef Kleihues
- 1968: Volker Theissen

Förderungspreis
- 1971: Architektengruppe Hannes Dubach, Gert Kicherer, Urs Kohlbrenner, Jürg Sulzer
- 1972: Yona Friedmann, Architektengruppe Robert Lemmen, Adelheid Raabe, Rudolf Raabe, Christof Steuer, Carsten Jonas
- 1973: Jürgen Sawade
- 1974: Bernt Lauter
- 1975: Leon Krier, Rob Krier
- 1976: Architektengruppe Peter und Bärbel Hübner, Frank Huster
- 1977: Piet Blom
- 1978: Bouwkundig Adviesburo voor Buurtbewoners (Studentische Organisation an der Architektur-Abt. der TH Eindhoven)
- 1979: Haus Rucker & Co, Christoph Sattler, Heinz Hilmer
- 1980: Architektengruppe Dietrich Bangert, Bernd Jansen, Stefan Scholz, Axel Schultes
- 1981: Marcel Kalberer, Hans Dieter Schaal
- 1982: Coop Himmelb(l)au (Wolf D. Prix, Helmut Swiczinsky)
- 1983: Christoph Hackelsberger
- 1984: Uwe Kiessler
- 1985: Arbeitskreis der Selbsthilfegruppen Berlin (AKS)
- 1986: Ingeborg Kuhler, Jürgen D. Zilling
- 1987: Herzog & de Meuron (Jacques Herzog, Pierre de Meuron)
- 1988: Wolfram König, Ulrich Schneider
- 1989: Jan Benthem, MeIs Crouwel
- 1990: Moritz Hauschild
- 1991: Michael Bräuer, Andrea Krüger/Angela Wandelt
- 1992: Vladimír Slapeta
- 1993: Peter Mitsching, Lutz Penske
- 1994: Stéphane Beel, Formalhaut
- 1995: Werner Kaag und Rudolf Schwarz, Robert Wimmer
- 1996: Hansjörg Göritz, Peter Haimerl
- 1997: Fink + Jocher (Dietrich Fink, Thomas Jocher), Schneider Schumacher (Till Schneider, Michael Schumacher)
- 1998: Dietmar Feichtinger, Jörn Walter
- 1999: Mario Cucinella
- 2000: Shigeru Ban
- 2001: Ivan Kroupa
- 2002: BKK-3 (Johann Winter, Franz Sumnitsch)
- 2003: Henri Bava
- 2004: Modersohn & Freiesleben (Johannes Modersohn, Antje Freiesleben)
- 2005: Matthias Loebermann
- 2006: Bevk Perovi´c Arhitekti = Vasa J. Perovi´c, Matija Bevk (2006)
- 2007: Florian Nagler
- 2008: Cecilie Manz
- 2009: Tim Bastian Edler, Jan Fabian Edler
- 2010: el:ch landschaftsarchitekten (Elisabeth Lesche, Christian Henke)

Kunstpreis Berlin
- 2011: BeL Sozietät für Architektur (Anne-Julchen Bernhardt, Jörg Leeser)
- 2012: Tatiana Bilbao
- 2013: SelgasCano (José Selgas, Lucía Cano)
- 2014: Gruppe „Miasto Moje A w Nim“
- 2015: Achim Menges
- 2016: Office KGDVS (Kersten Geers, David Van Severen)
- 2017: Francisco Mangado
- 2018: Philippe Block
- 2019: Dorte Mandrup
- 2020: ARCH+[1]
- 2021: Architekturbüro HARQUITECTES
- 2022: atelier le balto[2]
- 2023: Xu Tiantian[3]
- 2024: SUMMACUMFEMMER
- 2025: Anton Kolomieitsev

## Baukunstarchiv
Das von Hans Scharoun 1954 initiierte Baukunstarchiv sammelt Architekturdokumente in Form von Zeichnungen, Modellen und Aquarellen; Archiviert wurden bereits Bestände u. a. von Antonio Chichi, Friedrich Gilly, Martin Friedrich Rabe, Heinrich Gentz, Hugo Häring, Hans Luckhardt, Wassili Luckhardt, Alfons Anker, Bruno Taut, Max Taut, Erich Mendelsohn, Konrad Wachsmann, Adolf Rading, Thilo Schoder, Harry Rosenthal, Julius Posener, Hans Scharoun, Paul Baumgarten, Werner Düttmann, Werner Hebebrand, Helmut Hentrich, Hermann Henselmann, Kurt Junghanns, Heinz Graffunder, Kurt Ackermann, Hans-Busso von Busse, Szyszkowitz + Kowalski, Joachim Schürmann, Peter C. von Seidlein, Gustav Peichl, Jörg Schlaich, Rudolf Bergermann, Günter Nagel, Valentien+Valentien, Axel Schultes, Manfred Ortner, Arno Brandlhuber und Gerkan, Marg und Partner.
2025 hat die Kunsthistorikerin Amrei Buchholz die Leitung inne.

## Aktuelle Mitglieder
Fritz Auer, Thomas Auer, Shigeru Ban, Henri Bava, Klaus Bollinger, Arno Brandlhuber, Michael Bräuer, Winfried Brenne, Marianne Burkhalter, Kees Christiaanse, Werner Durth, Dietmar Feichtinger, Thomas Flierl, Norman Foster, Fritz Frenkler, Annette Gigon, Konstantin Grcic, Almut Grüntuch-Ernst, Guido Hager, Peter Haimerl, Herman Hertzberger, Thomas Herzog, Francine Houben, Momoyo Kaijima, Detlef Karg, Regine Keller, Diébédo Francis Kéré, Uwe Kiessler, Jan Knippers, Karla Kowalski, Anne Lacaton, Pierre Laconte, Regine Leibinger, Hilde Léon, Daniel Libeskind, Víctor López Cotelo, Regula Lüscher, Dorte Mandrup, Volkwin Marg, HG Merz, Marianne Mommsen, Florian Nagler, Anh-Linh Ngo, Philipp Oswalt, Renzo Piano, Dieter Rams, Irina Raud, Ian Ritchie, Matthias Sauerbruch, Mike Schlaich, Marta Schreieck, Helmut C. Schulitz, Axel Schultes, Patrik Schumacher, Rolf Schuster, Felix Schwarz, Thomas Sieverts, Vladimír Šlapeta, Enrique Sobejano, Eduardo Souto de Moura, Volker Staab, Christiane Thalgott, Kjetil Thorsen, Donata Valentien, Marco Venturi, Ana Viader Soler, Jörn Walter, Rena Wandel-Hoefer, Wilfried Wang, Xu Tiantian, Peter Zlonicky, Peter Zumthor